# Carlos Cortés
Carlos Cortés Navarrete ist ein mexikanisch-US-amerikanischer Toningenieur. Er gewann 2021 einen Oscar in der Kategorie Bester Ton für den Film Sound of Metal.
Cortés ist seit dem Jahr 2008 im Filmgeschäft tätig und war an mehr als 80 Produktionen beteiligt. 2017 wurde er mit dem Premio Ariel ausgezeichnet. Die Arbeit an Sound of Metal brachte ihm und dem übrigen Team neben dem Oscar auch einen British Academy Film Award und Satellite Award ein. Hinzu kamen weitere Nominierungen.